# توم تايلور (كاتب)
توم تايلور (بالإنجليزية: Tom Taylor)‏ (و. 1817 – 1880 م) هو كاتب مسرحي، وناقد أدبي، وصحفي إنجليزي، توفي في لندن، عن عمر يناهز 63 عاماً.

## التعليم
تعلم في كلية الثالوث، كامبريدج.

## روابط خارجية
- توم تايلور على موقع IMDb (الإنجليزية)
- توم تايلور على موقع الموسوعة البريطانية (الإنجليزية)
- توم تايلور على موقع ميوزك برينز (الإنجليزية)
- توم تايلور على موقع قاعدة بيانات برودواي على الإنترنت (الإنجليزية)
- توم تايلور على موقع ديسكوغز (الإنجليزية)